# Björn Frantzén

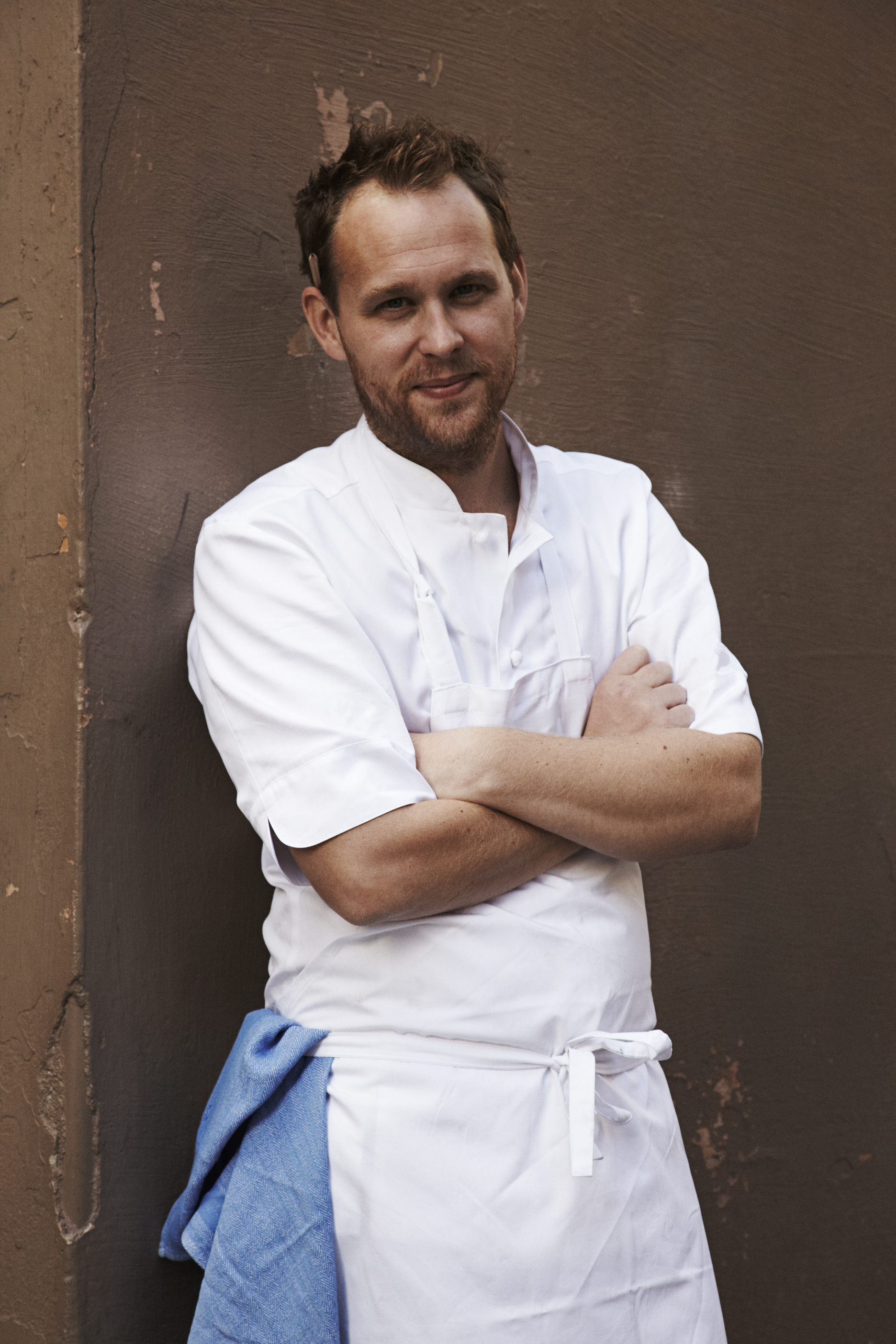
Björn Frantzén

Björn Frantzén (* 26. Januar 1977 in Solna) ist ein schwedischer Küchenchef.

## Leben

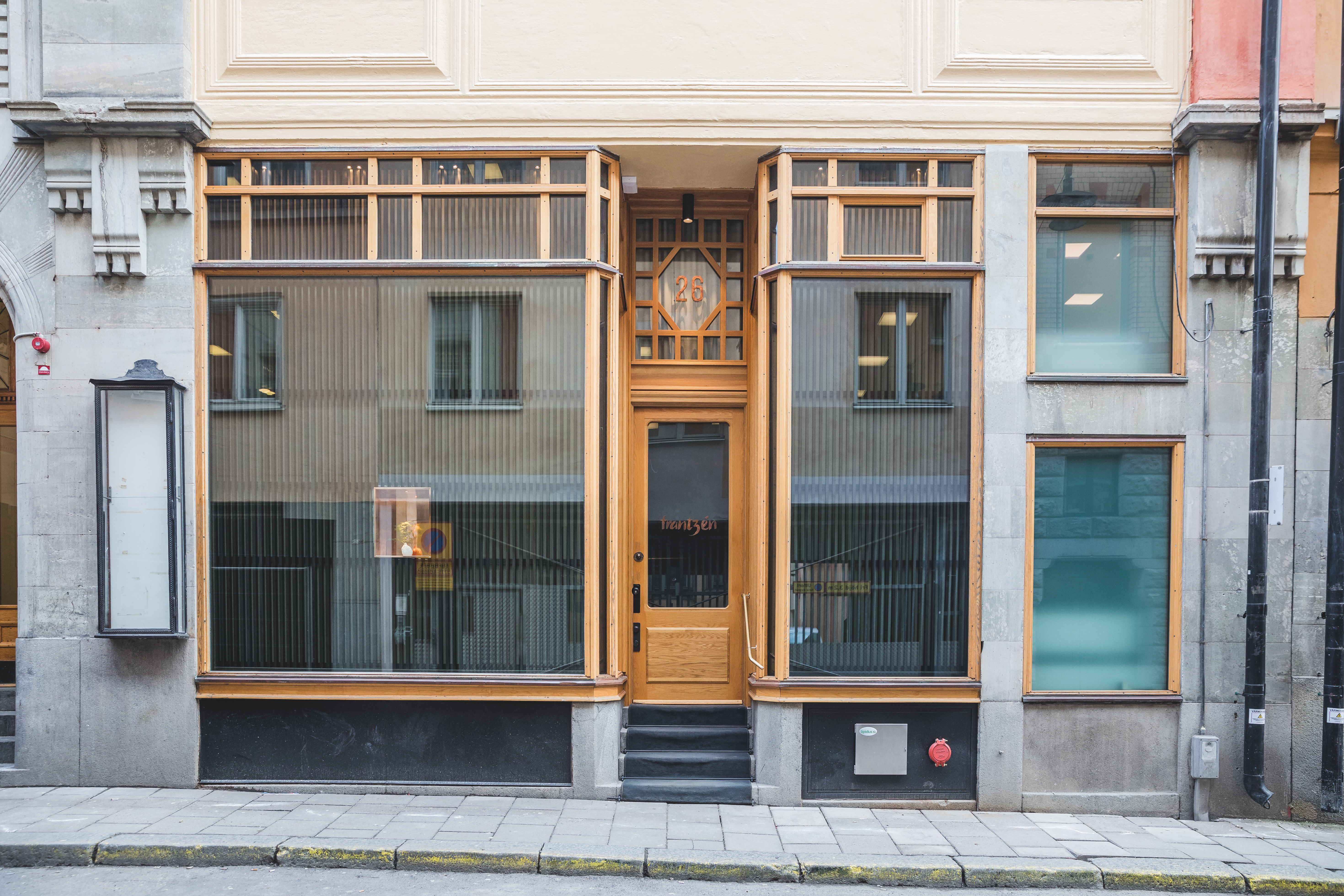
Das Frantzén in der Klara norra kyrkogata

Von 1992 bis 1996 spielte Frantzén in seiner Jugend für den Fußballverein AIK Solna, hörte dann aber aufgrund eines angeborenen Herzfehlers mit dem Fußballspielen auf. 2008 gründete er mit Daniel Lindeberg das Restaurant Frantzén/Lindeberg in Stockholm. Nach dem Ausstieg Lindebergs trägt das Restaurant seit Mai 2013 eponym den Namen Frantzén. Die Trennung wurde auch in der 2015 veröffentlichen Dokumentation Hunger behandelt. Antonia Johnson ist nach Frantzén die größte Teilhaberin. Es ist seit 2018 das erste und einzige Restaurant in Schweden, das im Guide Michelin mit drei Sternen ausgezeichnet ist.
Neben weiteren Restaurants in Stockholm und Asien betreibt er das ebenfalls seit 2021 mit drei Sternen ausgezeichnete Zén in Singapur. Im Mai 2025 wurde auch sein Restaurant FZN als erstes Restaurant in Dubai mit drei Sternen ausgezeichnet. Damit ist Frantzén derzeit der einzige Koch, der drei Restaurants mit je drei Sternen betreibt.